# Cantó de Feurs
El cantó de Feurs és un cantó francès del departament del Loira, situat al districte de Montbrison. Té 23 municipis i el cap és Feurs.

## Municipis
- Chambéon
- Civens
- Cleppé
- Cottance
- Épercieux-Saint-Paul
- Essertines-en-Donzy
- Feurs
- Jas
- Marclopt
- Mizérieux
- Montchal
- Nervieux
- Panissières
- Poncins
- Pouilly-lès-Feurs
- Rozier-en-Donzy
- Saint-Barthélemy-Lestra
- Saint-Cyr-les-Vignes
- Saint-Laurent-la-Conche
- Saint-Martin-Lestra
- Salt-en-Donzy
- Salvizinet
- Valeille

## Història
| Data d'elecció                           | Identitat          | Partit        | Qualitat |
| ---------------------------------------- | ------------------ | ------------- | -------- |
| 1945-1949                                | M. Martin          | radical       |          |
| 1949-1967                                | M. Champier        | Divers droite |          |
| 1967-1974                                | Félix Nigay        | Divers droite |          |
| 1974-1979                                | Maurice Desplaces  | Divers droite |          |
| 1979-2003                                | Jean-Claude Frécon | PS            |          |
| 2003-                                    | Henri Nigay        | UMP           |          |
| les dades anteriors no són pas conegudes |                    |               |          |
|                                          |                    |               |          |

## Demografia
| A partir de 1990: Població sense dobles comptes |